# Springs
Pour les articles homonymes, voir Springs (homonymie).
Springs (sources en anglais) est une ville industrielle de la province du Gauteng, dans le nord-est de l’Afrique du Sud, située à une trentaine de kilomètres à l’est de Johannesburg. 
Elle fait partie de la municipalité métropolitaine d’Ekurhuleni (anciennement East Rand). 
Son nom provient du grand nombre de sources d'eaux situés dans ses environs. 

## Démographie
La population de Springs a considérablement augmenté au cours de ces dernières années, passant de 72 000 en 1991 habitants à environ 121 610 en 2011.

## Historique

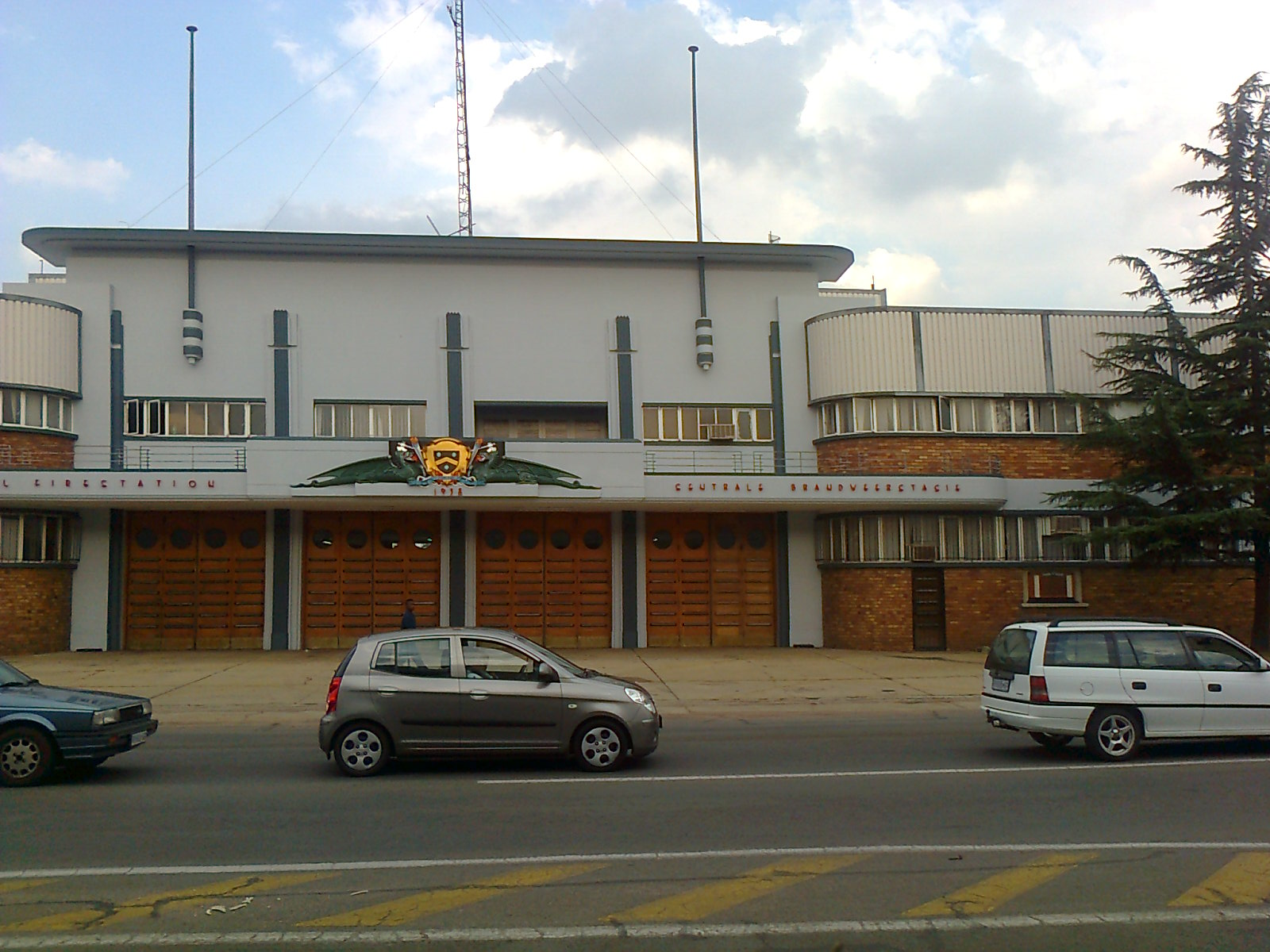
Caserne de pompiers de style art-déco à Springs

Ce fut d’abord une ferme, The Springs, établie en 1883, sur l'escarpement riche en minéraux du Witwatersrand dans l'ouest du Transvaal. 
En 1887, on y découvrit du charbon qui fut transporté, à partir de 1890, par le premier chemin de fer de la République du Transvaal vers les mines d’or du Rand, à quelques kilomètres à l’ouest. 
La découverte de nouveaux filons de charbon plus rentables à l’est, à Witbank) entraîna la fermeture des puits de Springs, ce qui n’eut guère d’importance car des champs aurifères avaient été mis au jour sur place. Un village fut construit en 1904 et en 1908, l’exploitation commença pour de bon. 
Springs devint une commune (municipality) en 1912. 
À la fin des années 1930, il y avait huit mines d’or dans les environs immédiats de la ville, ce qui en faisait la plus grande zone de production d’or du monde de l’époque.
À l'époque de l'apartheid, Springs était divisée selon l’appartenance raciale : si les blancs de la classe moyenne et aisée vivaient dans des banlieues situées à proximité du centre des affaires et du commerce, les Indiens vivaient à l’est (zone de Bakerton) et les populations noires au sud-ouest (zone de Kwa-thema). Ce zonage a commencé à disparaître depuis la fin de la ségrégation au début des années 1990. 
Springs est aujourd’hui l’un des principaux centres industriels de la province du Gauteng. Les mines fermées ont été remplacées par des industries de transformation et d’équipement (métaux, chimie, papier, agroalimentaire).
Springs abrite un campus de l’université polytechnique du Witwatersrand (Witwatersrand Technikon).

## Architecture et urbanisme
La ville présente notamment de nombreux édifices de style art-déco.

## Personnalités liées à la commune
- Nadine Gordimer (1923-2014), prix Nobel de littérature.
- David Bailie (1937-2021), acteur britannique.
- Frew McMillan (1942-), joueur de tennis